# Gert Vanderaerden
Gert Vanderaerden (Herk-de-Stad, 23 januari 1973) is een Belgische wielrenner. Hij is een jongere broer van Eric Vanderaerden en Danny Vanderaerden. Hij heeft achttien overwinningen op zijn naam staan. Hij was prof van 1996 tot 2004. 

## Overwinningen
1994
- Ronde van Limburg
- 3e etappe Ronde van Limburg

1995
- 3e etappe Ronde van Limburg
- 1e etappe Ronde van Namen
- 4e etappe deel b Ronde van Namen

1996
- Eindklassement Coca-Cola Trophy
- 2e etappe Ronde van Oostenrijk
- Schwäbisch Gmünd
- Dentergem

1997
- Heusden, Oost-Vlaanderen
- Vichte

1998
- Omloop Wase Scheldeboorden

2004
- Circuito de Getxo

2005
- Internationale Wielertrofee Jong Maar Moedig I.W.T.
- 1e etappe Ronde van Vlaams-Brabant
- 2e etappe Ronde van Vlaams-Brabant
- Belgisch kampioenschap de weg, Amateurs

2006
- Three Corners Criterium, Egypte

## Resultaten in voornaamste wedstrijden
| Jaar | Gent-Wevelgem | Ronde van Vlaanderen | Parijs-Brussel |
| ---- | ------------- | -------------------- | -------------- |
| 1995 |               |                      | 16e            |
| 1996 |               |                      | 45e            |
| 1997 |               |                      | 32e            |
| 1999 | 51e           |                      | 5e             |
| 2000 |               | 78e                  |                |
| 2001 |               |                      | 29e            |
| 2002 |               |                      | 40e            |